# يوسف بطرس حبيش
يوسف بطرس حبيش (1787 - 1845) البطريرك الماروني الثامن والستون بين 1823 و1845. يعتبر عند انتخابه من أصغر البطاركة الموارنة عمرًا إذ انتخب عن ستة وثلاثين عامًا فقط، وقد حدثت في عهده الحرب الأهلية الأولى بين الموارنة والدروز عام 1840 وتجددت أواخر أيامه عام 1845، عرف عنه كما يقول المطران المؤرخ يوسف الدبس، الهمّة والنشاط، وهو ما أدى إلى تتويج عهده بافتتاح سلسلة من المدارس والكنائس وتأسيس عدد من الجمعيات والرهبنات، ويعود له نقل مقر البطريركية المارونية من وادي قاديشا تحديدًا في قنوبين حيث استقرت البطريركية منذ القرن الخامس عشر إلى بكركي وهي المقر الحالي للبطريركية. كما أنه أول البطاركة المتخرجين من مدرسة عين ورقة. تمتع بعلاقة جيدة مع الدولة العثمانية وسلاطينها رغم أنهم لم يلتقيهم وقد أوفد إليه السلطان عبد المجيد الأول الوسام المجيدي من الرتبة الأولى تقديرًا له، وقد حاز جميع خلفائه حتى الحويك على أعلى ألقاب الدولة العثمانية. كما كان له دور بارز في إرساء نظام القائممقاميتين لإدارة جبل لبنان.
قال عنه هنري غايز قنصل فرنسا في بيروت بين عامي 1825 و1839 في كتابه «بيروت ولبنان» أن عهده البطريركي قد شهد مآزق حرجة جدًا، استطاع خلالها حماية حقوق الطائفة ويصونها في النكبات الجلّى التي أصيبت بها، ويقول المؤرخ والأباتي بولس نعمان، أن بطريركيته كانت «نضال» في سبيل حقوق الكنيسة من الحكام المدنيين ومداخلات الموفدين البابويين ومن عمل المرسلين، وأنه سعى لتحقيق التقدم الروحي والعلمي والاجتماعي من خلال نشر التعليم بين الكهنة والرعايا وتنفيذ مقررات المجمع اللبناني وتنظيم إدارة الكنيسة على أسس حديثة.

## حياته
ولد عام 1787 في ساحل علما قرب جونيه في كسروان لعائلة جون حبيش، وتعتبر عائلة حبيش من العائلات الإقطاعية الثريّة في جبل لبنان وذات الوزن داخل الكنيسة المارونية، تلقى علومه الابتدائية في مدرسة عين ورقة اللاهوتية وتابع في دراسة الفلسفة واللاهوت وأجاد العربية والسريانية والإيطالية واللاتينية، وعرف عنه النبوغ في تلقي العلوم، فسيم كاهنًا في يونيو 1814 قبل أن يتجاوز الثلاثين، وعند سيامته الكهنوتية قام بتغيير اسمه عند الولادة من يعقوب حبيش إلى يوسف. رقاه البطريرك يوحنا الحلو إلى درجة الأسقفية بعدها بستة سنوات وعيّن رئيسًا لأساقفة طرابلس عام 1820 بعد ستة سنوات فقط من سيامته الكهنوتية.
إثر وفاة البطريرك يوحنا بطرس الحلو في 12 مايو 1823 اجتمع الأساقفة الموارنة في وادي قاديشا وانتخبوه بطريركًا في 25 مايو، ونال درع التثبيت من البابا ليون الثاني عشر في 3 مايو 1824 على يد موفده إلى روما، رغم أنه بحسب قانون الانتخابات فقد تم تجاوز نقطتين أولهما أن يكون المنتخب قد تجاوز الأربعين من العمر وثانيهما أن يحصل على ثلثي الأصوات، عمومًا فإنه بعد تثبيته لم يشكك أي من الأساقفة في شرعية الانتخاب.

## بطريركيته

### مقارعة البعثات البروتستانتية
بدأت الإرساليات مع ويليام كاري في 2 أكتوبر 1792 إثر تأسيس «المؤسسة المعمدانية لنشر الإنجيل بين الوثنيين» وحددت مهام الجمعية بالمنطقة الممتدة بين تركيا وسوريا؛ غير أن أكبر جميعيتين انتشرا في جبل لبنان هما «الجمعية اللندنية لتنشيط العمل المسيحي بين اليهود» المؤسسة عام 1808 و«الجمعية الأمريكية للرسالات الخارجية». وكان هدف هذه الجمعيات، خلق كنائس إنجيلية قويّة ومستقلة في الشرق، ولأن اعتناق المسيحية في الأوساط الإسلامية واليهوديّة ظلت نادرة فقد ركزت هذه البعثات عملها على الكنائس المسيحية الشرقيّة سواءً أكانت كاثوليكية أم أرثوذكسية. وكانت جزيرة مالطا التي احتلتها بريطانيا عام 1800 المركز الرئيسي لانطلاق هذه البعثات، وتأسس فيها معهد لاهوتي إنجيلي عام 1846 وعدد من المطابع العربيّة وتم تشبيهها بأنها «حاملة طائرات بالنسبة للإرساليات البروتستانتية في الشرق الأوسط». خلال السنوات الأولى من انتشار هؤلاء المبشرين في الشرق اعتبروا كسوّاح أو مستشرقين ولم يبدأ الصراع بين الإرساليات والكنيسة المارونية في لبنان حتى العام 1823 مع تأسيس مدرسة عينطورة وارتقاء البطريرك حبيش السدّة البطريركية.
في أواسط القرن التاسع عشر كان للإنجيلين في الشرق نحو 30 مطبعة وفي عام 1842 أنشئت لمساعدة النشاط التبشيري جمعية الاستشراق الإمريكية، وفي عام 1822 كانت قد تأسست أول مطبعة عربية لطبع الأدبيات الدينية - الدعائية في مالطا، وفي عام 1834 نقلت إلى بيروت، وفي عام 1840 فتحت فروعًا إلى جانب بيروت في صيدا وطرابلس الشام ودير القمر وحمص، أثار هذا النشاط قلق البطريركية المارونية البالغ، سيّما أن الرهبان المفصولين أو الغير مقبولين في السلك الديري أخذوا بالانضمام إلى لهذه الجميعات، غير أن الحدث الأبرز تم في يوليو 1823 حين استطاع المرسل الإمريكي لويس غاي استئجار مدرسة عينطورة المهملة منذ العام 1773 بناءً على طلب القاصد الرسولي «الذين انخدع لهم»، وفي 31 يناير 1824 أصدر مجمع نشر الإيمان في روما رسالة للبطريرك يستفهم فيها حول تأجير المدرسة من قبل النائب البطريركي لجبل لبنان يوحنا مارون العظم للإرساليات الإنجيلية التي تهدف «لنشر الزؤان في جبل لبنان»، فأصدر البطريرك منشورًا عامًا حرّم فيه كتبهم وحضور صلواتهم وسماع مواعظهم والتعلم في مدارسهم ومفاوضتهم في أمور الديانة، وفي إحدى الوثائق المحفظة في سجل البطريركية المارونية ترقى لتلك الفترة يكشف أنّ جميع أبناء الطائفة خضعوا لطلب البطريرك حالما بلغهم منشوره الأول ضد هؤلاء «وأحرقوا كتبهم في الحال».
وفي 10 نوفمبر 1824 أصدر المرسلون بتوقيع جنسايوس كين بيانًا مسهبًا يلوم فيها البطريرك واستشهد فيها بمقاطع من الكتاب المقدس لتبيان معتقداته، وقد طبع البيان ووزع في بيروت، فطلت البطريرك من المطران بطرس أبي كرم خريج مدرسة عين ورقة الرد على البيان ببيان مماثل، وكتب إلى مجمع نشر الإيمان في روما يطلب ترجمة الكتاب المقدس إلى العربية لأن «البيبلشيين» نشروه بالعربية خلافًا للنسخ المعتمدة المنشورة بالسريانية؛ كما طلب البطريرك من بطريرك السريان الكاثوليك بطرس جره المقيم في دير مار أفرام في كسروان إصدار منشور بدوره يحرّم فيه الإرساليات وهو ما تمّ له في 9 مارس 1825.
أمام ذلك، أخذت الإرساليات تنسحب من القرى والبلدات المارونية في الجبل وتتجه نحو القرى الأرثوذكسيّة والدرزيّة، وأخذوا يوزعون المال على فقراء الموارنة وسواهم لاستمالتهم، فردّ على ذلك البطريرك بمنشور ثاني في 4 ديسمبر 1826 حرّم فيه البيع والشراء وقبول الهبات والمال وسائر «الكرامات العالميّة» منهم. وللمرة الثانية، تجاوبت الطائفة مع البطريرك وبحسب ما يقوله المطران بولس قراآلي فإن نشاط البطريرك وتجاوب الطائفة، قد حوّل «جهد وأتعاب المرسلين عادمة الثمرة». بكل الأحوال، لم تتوقف النشرات الإنجيلية سيّما من قبرص استعملت فيها الشتائم، فشبّه البطريرك بالشيطان وبيلاطس وهيرودس ويهوذا الإسخريوطي والقديس مارون بالمجنون. كما حاولوا استمالة قنصل الولايات المتحدة في إسطنبول، غير أن تدخل أمير الجبل بشير الشهابي منع تدخل للقناصل.

### التعليم الديني
على صعيد التعليم الديني، سعى البطريرك إلى تقوية مدرسة عين ورقة ورفع مستواها، كما أسس مدرسة شبيهة في دير مار عبدا عام 1830، وأسس مدرسة ثالثة باسم مار سركيس وباخوس في ريفون عام 1832، ثم أسس مدرسة غزير بالتعاون مع الآباء اليسوعيون عام 1843 ومدرسة مار شليطا قرب مشموشة، وقد قامت هذه المدارس إلى جانب مدرستي عين ورقة وكفر حي في البترون بتقديم العلوم العامة واللغات إلى جانب اللاهوت والفلسفة.
في 15 نوفمبر 1831 أصدر منشورًا ألزم فيه الكهنة بتعليم التعليم الديني لأبناء رعاياهم في الكنائس وذلك أيام الأحاد، وبذلك أسس فكرة «التعليم المسيحي» المتواجدة اليوم في الكنائس المارونية، وهو ما ساهم في تقليص آثار البعثات البروتستانتية.
كذلك فقد قام عام 1840 بتأسيس «جمعية المرسلين الإنجيليين» التي كانت مهتمها الأساسية الوعظ والتبشير في القرى المارونية، بهدف نشر ثقافة إيمانية أكثر عمقًا. ثم اتخذت لاحقًا هذه الجمعية دفعاً نهائياً مع الخوري (المطران فيما بعد) يوحنا الحبيب، رجل الإلهام الكبير، واصبحت «جمعية المرسلين اللبنانيين الموارنة»  التي أخذت على عاتقها كل أنواع العمل الرسولي في لبنان والاغتراب اللبناني، لا سيّما في حقليّ خدمة الكلمة والتربية المسيحيّة، بهدف إعلان سرّ المسيح، وتحقيق إنجيل الخلاص، وإمداد الناس بكل عمل روحي يفيد خلاصهم.

### تطبيق الإصلاحات المجمعية والاهتمام بالرهبنة
أبدى البطريرك حبيش اهتمامًا خاصًا بالرهبان والرهبانيات، فكان يعتبر أن «الرهبنة قوّة عظيمة للكنيسة، فلو أُحسن تنظيمها..لقامت بأعظم الأعمال وأتت بأجل الفوائد»؛ وقد وجه تقريرًا عامًا إلى البابا غريغوري السادس عشر في 23 ديسمبر 1831، أكد فيه أنه سعى لتحقيق إصلاحات ومقررات المجمع اللبناني الذي انعقد عام 1736، وخصوصًا فيما يتعلق بإلزام الكهنة أن يكونوا من المتعلمين في رعاياهم، وفصل الأديرة المختلطة حيث يعيش الرهبان والراهبات في دير واحد إنما في جناحين، وتحويل الرهبنات إلى رهبنات رجالية وأخرى نسائية، عمومًا فإن تأخر تنفيذ هذا البند يعود للمعارضة الشديدة التي تلقاها من قبل الأساقفة لكون عادة الأديرة المختلطة من عادات الكنائس السريانية الشرقية القديمة، وعمومًا فإن البطريرك أقرّ أيضًا عددًا من القضايا الطقسية التي تندرج في إطار «ليتنة» الطقوس المارونية.

### تصاعد النفوذ السياسي
كانت العائلة الشهابية قد أخذت باعتناق المسيحية والانضمام للكنيسة المارونية منذ عام 1770 غير أنها احتفظت بدينها الجديد سرًا، وبعد وفاة بشير الثاني واستلام بشير الثالث مهام إمارة الجبل في 3 سبتمبر 1840 جاهر الشهابيون بمعتقداتهم الدينية ما حقق نفوذًا بالغًا للموارنة والبطريركية. كانت البلاد قد خرجت عن سلطة الباب العالي منذ 1832 وخضعت للحكم المصري بقيادة إبراهيم باشا، غير أن تململاً شعبيًا عامًا في أوساط المسيحيين والمسلمين ساد ضد الحكم المصري رغم الإصلاحيات الإدارية والاقتصادية التي حققها والحرية الدينية التي كفلها، بسبب الضرائب الباهظة من جهة والقسوة وسياسة التجنيد الإجباري من جهة ثانية. في عام 1840 قررت الدولة العثمانية ومعها دول الحلفاء وعلى رأسهم إنكلترا استعادة بلاد الشام من الحكم المصري، ووقف البطريرك داعمًا للعملية وسُلح موارنة الجبل بسلاح إنكليزي للمساهمة في طرد إبراهيم باشا، كانت لفتة البطريرك بخصوص هذه العملية مؤثرة لدى الباب العالي، الذي أمر بتعيين ممثل للطائفة المارونية في البلاط السلطاني أسوة بسائر الطوائف، وقلّد البطريرك أعلى الأوسمة العثمانية، وسمح لكل من فرنسا والنمسا بجمع حملة تبرع لدعم الكنيسة المارونية.
ولا شكّ بأن هذين التطورين قد أفضى إلى زيادة ثقل الموارنة ودورهم في السياسية البنانية، وتصاعد دور البطريركية المارونية، ويعتبر ذلك من مقدمات فتنة 1841. في 18 مارس 1841 أصدر البطريرك مرسومًا يقضي بتسليم سلاح الموارنة الإنكليزية تحت طائلة الحرمان، غير أن المرسوم فعليًا لم ينفذ بسبب التوتر مع الدروز وكراهية الإنكليز والإمريكيين التي منحت مساندتهم في طرد إبراهيم باشا من سوريا، أبواب بلاد الشام أمام تدخلهم الثقافي والاجتماعي والاقتصادي والذي كان بأحد أوجهه نشر المذهب البروتستانتي بين مسيحيي البلاد، غير أن نجاحاتهم ظل محدودة وضئيلة في هذا الصدد.

### فتنة 1841
مقالة مفصلة حول دور الأمير خنجر في حماية زحلة
تشكل فتنة 1841 أول حرب أهلية في تاريخ لبنان المعاصر، كان من أسبابها تفرّد الدروز بالإقطاع بينما أغلب الشعب من الموارنة فلاحين، ورغبة الموارنة مدنيين ورجال دين لعب دور بارز أكثر في أساسية في حياة الجبل، مدعومين من قبل السلطان نفسه، وكان من أسبابها أيضًا التحالف الدرزي - الإنكليزي والكراهية المارونية للإنكليز لدعمهم المبشرين البروتستانت، وهو ما انعكس تقوية في أواصر التحالف مع فرنسا بمباركة البطريرك نفسه، أما العامل الثالث هو تسليح الجبل بعد القضاء على حملة إبراهيم باشا وانتشار سوق السلاح المصري الذي خلفه الجيش المنسحب بأسعار بخسة، وكان من يشتريه بالمقام الأول هم من الدروز كما يذكر قسطنطين بازيلي، يضاف إلى ذلك مجاهرة الشهابيين باعتناق المسيحية وزيارة الأسطوليين الإنكليزي والفرنسي السواحل اللبنانية في ذلك العام، أما السبب المباشر في أغسطس 1840 تمثل بعراك بين فلاح درزي وماروني صاد أحدهما طيرًا فوقع في أرض الآخر، فكانت القضية حول أحقية امتلاك الطير.
لعل التوتر أيضًا يعود لاجتماع عين عنوب، حيث حضر ممثلو السلطان وقناصل الدول ووجهاء الجبل بما فيهم ممثل البطريرك حبيش، وطالب ممثل البطريرك إسقاط أتاوة الجبل من ناحية وتعويض الجبليين عن خسائرهم نتيجة لمشاركتهم في الحرب ضد إبراهيم باشا، رفض السلطان مطلب مندوب البطريرك وقرر الأمير بشير الثالث تأسيس مجلس شعبي يشرف على جباية الضرائب لمراقبة الإقطاع وهم في الغالب من الدروز، لكن الدروز رفضوا المجلس الشعبي المذكور، ثم قبل الموارنة والدروز على مضض دفع 3500 كيس كأتاوة سنوية يذهب إلى الباب العالي منها 1200 كيس والباقي يذهب لإدارة الجبل. ولهذه المناسبة توجه بشير الثالث إلى دير القمر رغبة منه بجلب الضرائب من الدروز وكانت أعداد أكبر منهم مختبئة داخل البيوت في نخطيط مسبق، وقبيل وصول الأمير هجم الدروز على منازل المسيحيين وقتلوا كثيرين منهم، إلى جانب حرق البيوت والأديرة ونهبها بدءًا من 13 أكتوبر 1841. وامتد الصدام ليشمل كل مناطق جنوب جبل لبنان ذي الغالبية الدرزية وارتاع موارنة سائر الجبل، وأصدر البطريرك مرسومًا بحشد جميع رجال الموارنة والخروج لمناصرة الأمير مع أسلحتهم، كما تبرع من مال الكنيسة لاقتناء الذخيرة والبارود، واستطاعت الميليشيا التي شكلت على عجل احتلال الشويفات الدرزيّة، غير أن المذابح كانت قد غطت جنوب الجبل برمته فضلاً عن هرب الأمير بشير الثالث.
في مقابل ذلك قام شبلي العريان بالانتقال من دمشق إلى البقاع مشكلاً ميليشيا درزية حاصرت زحلة ودمرتها وتركت جثث المسيحيين مقطوعة الرؤوس في البقاع، وعندما انتفض القناصل داعين الباب العالي للتدخل شكلت نساء درزيات وفدًا لمقابلة القناصل مؤكدات «أنه لا أحد يمكن أن يحاسب الشيوخ على ما يفعلوه في إقطاعاتهم الموروثة»، وانطلاقًا من هذا البيان يمكن تفسير أحداث الفتنة فهي لم تكن دينية بقدر ما كانت ثورة فلاحية على الإقطاع ذي الغالبية الدرزية. انحدر الأمير خنجر الحرفوش الأمير الشيعي من بعلبك وحرر زحلة من قبضة العريان وطرده، واستمرت المناوشات إنما بزخم أقل ستة أسابيع. كانت حصيلة الأحداث تدمير سبعين قرية ومدينتان هما زحلة ودير القمر وقتل من الطرفان 1500 شخص ونهبت ممتلكات بقيمة 117 ألف كيس من المسيحيين و2550 كيس من الدروز، كذلك استطاع الدروز استعادة الشويفات وانتقل البطريرك إلى جونيه ليكون قريبًا من الأسطول الفرنسي، وعمومًا لولا الأمير خنجر الحرفوش الذي استرجع زحلة فاصلاً بين الطرفين لكانت الكوارث الواقعة أكبر.
أخيرًا أرسل الباب العالي كتيبتين استرجعت دير القمر «واستقبل المسيحيون الأتراك كمنقذين» وعقد البطريرك مع وجهاء الطائفة اجتماعًا اتفقوا فيه على وثيقة من ثمانية مطالب في 17 نوفمبر 1841 من بينه عودة الحكم الشهابي ثم أعيد سحب الطلب لاحقًا؛ وفي 12 ديسمبر عقد في بيروت مؤتمر للصلح قاطعه الموارنة، وفي 2 يناير 1842 نفي الأمير بشير الثالث وعين عمر النمساوي حاكمًا مؤقتًا على لبنان. كان تعيين النمساوي سبب صدمة للموارنة وفرح للدروز الذين عملوا على إنهاء حكم الشهابيين الموارنة، غير أنه سرعان ما انقلب الوضع: قبل الموارنة والبطريركية إنهاء الحكم الشهابي والبحث عن حل جديد لإدارة الجبل وساءت علاقة عمر باشا مع الدروز لأنه في مارس 1842 اعتقل ثمانية من كبار شيوخ الإقطاع الدروز اثنان منهما من آل جنبلاط واثنان من آل أرسلان وناصيف أبو نكد المسؤول عن جرائم دير القمر وآخرين. عزز عمر باشا حاميته في بيت الدين وربط عاصمته بطريق آمن لصيدا لتأمين الاتصال مع البحر وأجبر الدروز على قبول عودة مسيحيي دير القمر المهجرين إلى منازلهم، وأعاد الحقول والبساتين التابعة لملاك موارنة وسيطر عليها الدروز عنوة، وكانت العلاقة قوية جدًا بين عمر باشا والموارنة لدرجة أن عددًا وافرًا من الشبان الموارنة انخرط في حامية عمر باشا العسكرية.
في 30 أغسطس 1842 عمل البطريرك على حل عراك دام في غزير بين عائلتين مارونيتين أدى إلى أربعة قتلى، وفي 1 أكتوبر حاول الدروز الثورة على عمر باشا وحاصروه في قصر بيت الدين، وقام شبلي العريان نفسه بالتوجه نحو قصر المختارة داعيًا الدروز للثورة بهدف إطلاق سراح الشيوخ المعتقلين وكان قوام قواته نحو ثلاث آلاف، غير أن عمر باشا استطاع قمع التمرد وتدمير قصر المختارة «وهكذا انتهت بضربة حاسمة انتفاصلة الدروز، ونكل بهم في تلك الأماكن نفسها التي نكلوا فيها بالمسيحيين قبل عام على وجه التحديد».

### فتنة 1845 ووفاة البطريرك
يقول المطران يوسف الدبس، إلى أن وفاته عام 1845 كانت «حزنًا وكمدًا» من تجدد الاقتتالات الطائفية عام 1845، وقيل أيضًا «بسبب ما نزل من قتل واعتداء وتدمير بأبناء الطائفة المارونية مات تحت الصدمة في 23 مايو 1845 في الديمان»، وقد دفن في دير الديمان الذي أشرف على بنائه.

## الأساقفة والمطارنة في حبريته
في 2 مارس 1826 عيّن البطريرك حبيش نقولا موسى رئيسًا لأساقفة طرابلس، وفي 1829 رقى بولس أرتين الحلبي إلى أبرشية حلب، وفي 3 مايو 1829 منح يوحنا رزق لقب أسقف قورش شرفًا مع كونه رئيس مدرسة عين ورقة، ثم رقى عام 1830 يوسف الخازن إلى أبرشية دمشق وهو الذي خلفه بعد وفاته بطريركًا. في عام 1841 رقى شقيقه نقولا حبيش إلى أبرشية حماه فخريًا مع منحه رئاسة دير مار جرجس في مسقط رأسيهما ساحل علما، وفي الوقت نفسه رقى بولس مسعد الذي سيغدو خليفته الثاني إلى أبرشية طرسوس شرفيًا مع كونه نائبًا للبطريرك في الشؤون الروحية وأمينًا لسر البطريركية المارونية، كذلك فقد رقى الراهب طوبيا عون إلى أبرشية بيروت في العام نفسه. وفي عام 1843 رقى يوسف جعجع من بشري إلى أسقفية قبرص، وبذلك يبلغ مجموع الأساقفة الذي سامهم البطريرك حبيش ثمانية أساقفة اثنان منهما أصبحا بطاركة للطائفة.

## مواقع خارجية
- الموقع الرسمي لآل حبيش.
- بطاركة من تاريخ الموارنة على يوتيوب.
- البطريرك يوسف بطرس حبيش.(بالإنجليزية)
- البطاركة الموارنة.(بالإنجليزية)

| سبقه يوحنا بطرس الحلو | بطريرك أنطاكية وسائر المشرق للموارنة 1823 - 1845 | تبعه يوسف بطرس الخازن |